# Боракс
Боракс такође познат под називом натријум борат, или натријум тетраборат, или динатријум тетраборат, је важно борово хемијско једињење, минерал и со борне киселине.
Обично је у облику белог праха који се састоји од меканих безбојних кристала који се лако растварају у води.